# Marie Rovsing
Marie Rovsing, född 1814, död 1888, var en dansk kvinnosakspolitiker. Hon var ordförande för Dansk Kvindesamfund mellan 1883 och 1887. Hon var engagerad i frågan om kvinnors rätt att utöva yrken inom hantverk som tidigare varit reserverade för män. 